# Theo Mertens (trompettist)
Theo Mertens (Boechout, 10 februari 1932 – Edegem, 31 maart 2003) was een Belgisch trompettist en muziekleraar.

## Begin carrière
Mertens maakte kennis met de trompet via de militairen die het café van zijn ouders in Boechout bezochten. Hij studeerde aan het Koninklijk Vlaams Conservatorium in Antwerpen. Op zijn zeventiende speelde hij bij de Antwerpse Filharmonie.
In 1952 werd hij solist in de Muziekkapel van de Gidsen en later doceerde hij kamermuziek en trompet aan de conservatoria van Antwerpen en Rotterdam. Hij had in zijn leven maar één echte vaste (halftijdse) baan: twintig jaar bij de Muziekkapel van de Gidsen.
Toen hij op het Brusselse conservatorium zat, begon hij op bals te spelen, wat in die tijd ongewoon was voor een klassiek geschoold muzikant. Mertens speelde onder meer met een koperensemble en had een eigen -kwintet.
In 1955 behaalde Mertens, samen met de trompettist Maurice André, de Prijs van Genève.

## Ensemblespel
Dit Kamerkoperkwintet Theo Mertens werd in 1958 door vijf solomusici uit de Koninklijke Muziekkapel van de Gidsen opgericht. Theo Mertens, François Van Kerckhoven (beiden trompet), Roger Boone (hoorn), Noël De Keyzer (trombone) en Emiel Noyer (tuba) wilden hiermee vergeten en nieuwe werken uitvoeren uitsluitend geschreven voor een koperkwintet en aangeven dat dit segment binnen de kamermuziek voldoende bestaansrecht had. Dat dit het geval was, bleek toen componisten uit binnen- en buitenland werken voor het ensemble begonnen te schrijven. Het koperkwintet was vanaf 1961 bijna vaste deelnemer aan Het Festival van Vlaanderen, maar trad ook op op festivals en concerten in de Verenigde Staten en Europa. Een grotere variant was het Groot Koperensemble Theo Mertens, opgericht in hetzelfde jaar en opgebouwd rond de basis van bovenstaand kwintet. Ook dit ensemble werd bekend in binnen- en buitenland. Er verschenen circa vijf plaatopnamen, die meest verschenen op Eufoda (de Europese Fonoclub en Davidsfonds). De ensembles werden vermoedelijk in de jaren tachtig opgeheven; er verschenen geen nieuwe plaatopnamen meer.
In 1963 raakte Theo Mertens betrokken bij de Modern Jazz Brass-band, die was ontstaan bij de toenmalige BRT. Hij speelde swing en dixieland met onder anderen Bert Paige, Tony Foster, Charlie Pauwels en Norman Young. Ook met zijn broer Albert, een trombonist, werkte hij samen (The Mertens Brothers).

## Veelzijdigheid
Hij was in de jaren 70 en 80 de bekendste trompettist van de Benelux. Theo Mertens bezat een grote instrumentbeheersing en orkesten deden soms een beroep op hem als er een moeilijke trompetpartij diende te worden uitgevoerd, bijvoorbeeld voor de trompetsolo van het Ebony Concerto, dat Igor Stravinski schreef voor de bigband van Benny Goodman. Mertens was volgens de jazzkenner Juul Anthonissen een groot trompettist door zijn intonatie en techniek en zijn meesterschap over een veelheid van muzikale vormen. Hij speelde in bigbands, symfonieorkesten en kleinere ensembles.

## Latere jaren
Tijdens de Night of the Proms was hij tweemaal als solist te gast. In 2001 trok hij op met het jonge 31-koppige mambo-ensemble El Tattoo del Tigre, waarin ook zijn zoon Carlo Mertens speelde. Over dat project zei hij in De Standaard: "Je moet feeling hebben. Met de noten te spelen bereik je niets. En muziek mag niet perfect zijn, anders lijkt ze op een computer."
Theo Mertens overleed in 2003 op 72-jarige leeftijd aan een slepende ziekte. Op 5 maart 2008, vijf jaar na zijn overlijden, organiseerde zoon Carlo in samenwerking met de gemeente Edegem een muzikaal eerbetoon in de plaatselijke Onze-Lieve-Vrouw-van-Lourdesbasiliek, waarbij hij musici uit de diverse ensembles weer bijeenbracht.
- Bibliothèque nationale de France: cb141210712 (data)
- Gemeinsame Normdatei: 134461053
- International Standard Name Identifier: 0000 0000 0923 9799
- Library of Congress Control Number: n98019375
- MusicBrainz: 2fe44038-dfd5-4f23-bfb5-a2a10c6614b9
- Nationale Bibliotheek van Israël: 987012501538305171
- Système universitaire de documentation: 124707017
- Virtual International Authority File: 17430114
- WorldCat: E39PBJq6WVV3h8myxwMt769dQq